# Acacia daweana
Acacia daweana é uma espécie de leguminosa do gênero Acacia, pertencente à família Fabaceae.